# Núcleo (linguística)
Na linguística, o termo "núcleo" desempenha um papel fundamental na análise de estruturas gramaticais, como frases e orações. Refere-se à palavra ou elemento principal que determina a natureza e a função de uma dada estrutura. O conceito de núcleo é aplicável a várias partes da língua, incluindo frases nominais, frases verbais, frases adjetivas e muitas outras.
A teoria linguística que introduziu o conceito de "núcleo" (ou "head") como uma parte fundamental da sintaxe é frequentemente associada ao linguista norte-americano Noam Chomsky e à sua abordagem da gramática gerativa.

## Aplicações
Núcleo na Frase Nominal: Em uma frase nominal (NP - Noun Phrase), o núcleo é geralmente um substantivo ou pronome. Ele funciona como o elemento central que a frase gira em torno. Por exemplo, na frase "o livro interessante", "livro" é o núcleo da frase nominal.
Núcleo na Frase Verbal: Em uma frase verbal (VP - Verb Phrase), o núcleo é um verbo. O verbo é a palavra central que determina a ação ou o estado expresso pela frase. Por exemplo, na frase "ele corre para a escola", "corre" é o núcleo da frase verbal.
Núcleo na Frase Adjetiva: Em uma frase adjetiva (AP - Adjective Phrase), o núcleo é um adjetivo. O adjetivo descreve ou qualifica um substantivo na frase. Por exemplo, na frase "um carro vermelho", "vermelho" é o núcleo da frase adjetiva.
Núcleo na Frase Adverbial: Em uma frase adverbial (AdvP - Adverb Phrase), o núcleo é um advérbio. Os advérbios modificam verbos, adjetivos ou outros advérbios, acrescentando informações adicionais à sentença. Por exemplo, na frase "ela correu rapidamente", "rapidamente" é o núcleo da frase adverbial.
Núcleo na Sentença: Em uma sentença (S - Sentence), o núcleo é geralmente um verbo. O verbo é a palavra central que expressa a ação, o estado ou o evento principal comunicado pela sentença. Por exemplo, na sentença "Eles estudaram para o exame", "estudaram" é o núcleo da sentença.
Entender o conceito de núcleo é essencial para a análise sintática e a compreensão das estruturas linguísticas. Ele desempenha um papel crucial na determinação da função e do significado de palavras e frases em uma língua. O núcleo é uma das peças-chave que tornam possível a comunicação eficaz por meio da linguagem.